# Ruben Arthur Stirton
Ruben Arthur Stirton, genannt Stirt, (* 20. August 1901 bei Muscotah, Kansas; † 14. Juni 1966 in Kalifornien) war ein US-amerikanischer Paläontologe.
Stirton studierte Zoologie an der University of Kansas und der University of California, Berkeley. 1930 wurde er Kurator für fossile Säuger am University of California Museum of Paleontology (UCMP). 1941 wurde er Lecturer in Paläontologie, 1946 Associate Professor und 1951 Professor. Von 1949 bis 1966 war er Direktor des Museums. 1951 bis 1956 war er Vorstand der Fakultät für Paläontologie.
Er studierte Säuger des Tertiärs in der amerikanischen Prärie und publizierte über fossile Pferde, Biber, Zahnentwicklung und Biostratigraphie von Wirbeltieren. 1941/42 grub er in San Salvador (wo er schon als Student 1925 bis 1927 zu Feldstudien war) und 1944 als Guggenheim-Stipendiat in Kolumbien, was zur Entdeckung der tertiären Säugerfauna von La Ventura führte. Ab 1953 waren fossile Beuteltiere in Australien sein Forschungsschwerpunkt. 
Ihm zu Ehren benannte Patricia Vickers-Rich 1979 den Stirton-Donnervogel.